# جائزة الأرجنتين الكبرى 1955
جائزة الأرجنتين الكبرى 1955 هو سباق فورمولا 1 أقيم بتاريخ 16 يناير 1955 في بوينس آيرس. كان الأول من أصل 7 في بطولة العالم لسباقات الفورمولا واحد موسم 1955. حلّ الأرجنتيني خوان مانويل فانجيو أولا.

## الترتيب النهائي
| الترتيب | السائق                 | النقاط |
| ------- | ---------------------- | ------ |
| 1       | خوان مانويل فانجيو     | 9      |
| 2=      | موريس ترنتينيان        | 3 1⁄3  |
| 2=      | جوزيبي فارينا          | 3 1⁄3  |
| 4       | خوسيه فرويلان غونزاليس | 2      |
| 5       | روبرتو ميريس           | 2      |
| المصدر: |                        |        |